# Relações entre Brasil e Sérvia
As relações entre Brasil e Sérvia têm sido muito fortes e bem construídas desde 1946, quando foram estabelecidas as relações entre a República Socialista Federativa da Iugoslávia e o Brasil. O Brasil não reconhece o Kosovo como um Estado independente e anunciou que não tem planos de reconhecê-lo sem um acordo com a Sérvia.

## Relações políticas

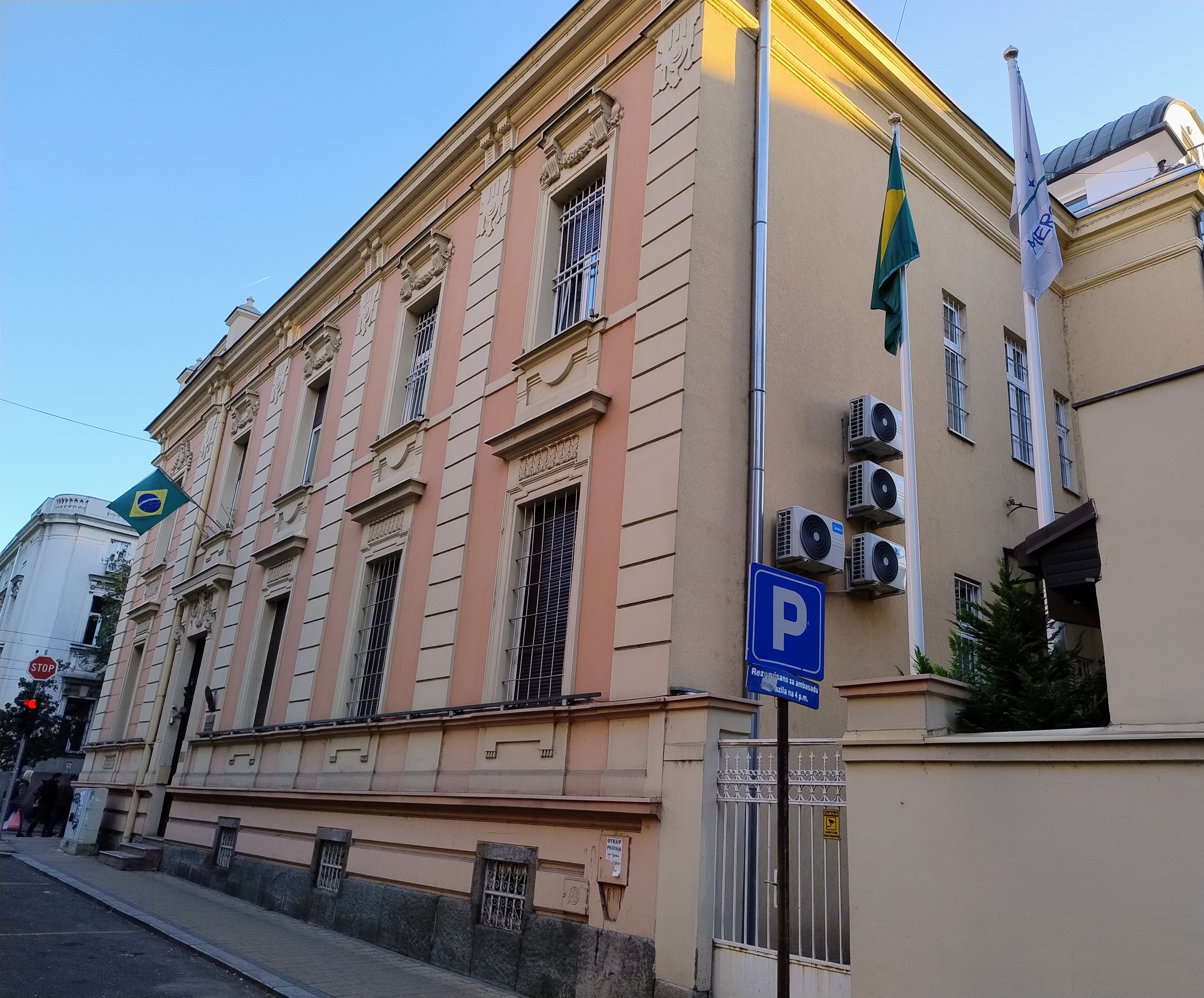
Embaixada do Brasil em Belgrado

O ministro dos Negócios Estrangeiros sérvio Vuk Jeremić visitou o Brasil em abril de 2012. Antes dessa visita, Jeremić já tinha ido ao Brasil em março de 2008 a fim de ganhar apoio brasileiro contra a independência do Kosovo. O ministro das Relações Exteriores do Brasil, Celso Amorim, visitou a Sérvia, em Junho de 2010.

## Relações econômicas
O Brasil é o maior parceiro comercial da Sérvia na América Latina. As exportações em 2011 ascenderam a $4,3 milhões de euros e as importações a $69,7 milhões de euros.
A delegação da empresa de construção brasileira AG-ZAGOPE visitou a Sérvia em fevereiro de 2012 para aprender sobre as possibilidades de investimento em projetos de infraestrutura.
A Câmara de Comércio Sérvio-Brasileiro foi estabelecida no Rio de Janeiro em 2011.

## Posição brasileira quanto à independência do Kosovo
Em fevereiro de 2008, o governo brasileiro reafirmou que acredita numa solução pacífica para a questão do Kosovo e que a paz deve continuar a ser buscada por meio do diálogo e da negociação, sob os auspícios das Nações Unidas e do quadro jurídico da Resolução 1244. Em suas declarações recentes, o ministro das Relações Exteriores Celso Amorim defendeu que o Brasil deveria aguardar uma decisão do CSNU antes de definir a sua posição oficial sobre a questão da independência do Kosovo.
Em setembro de 2009, o embaixador do Brasil para a Sérvia Dante Coelho de Lima disse que "a nossa posição fundamental é a de que respeitamos a integridade territorial da Sérvia. Apoiamos a resolução 1244 do Conselho de Segurança, em que Kosovo faz parte da Sérvia. Nós também achamos que o princípio da auto-determinação não ser contrária ao respeito do direito internacional". No dia 4 de dezembro de 2009, escutando a Corte Internacional de Justiça, a delegação brasileira disse que "a declaração unilateral de independência ignorou não só a autoridade do Conselho de Segurança, mas também o princípio da proteção da integridade territorial dos Estados. Não há nenhuma base para justificar a declaração unilateral de independência na resolução 1244 do Conselho de Segurança, porque ele previu uma solução acordada por ambas as partes. Já que não foi alcançado um acordo, a disputa sobre o Kosovo só pode ser decidida pelo Conselho de Segurança".